# Ugly Kid Joe
 (енгл. Агли кид Џо) америчка је рок група из Ајла Висте, формирана 1987. године. Име групе је хумореска имена Pretty Boy Floyd, глем метал групе из Холивуда. Њихов звук обухвата низ стилова, као што су рок, хард рок, хеви метал, фанк метал и алтернативни метал.
До данас, објавили су четири албума, две компилације албума и два EP-a. Њихови најпродаванији албуми су As Ugly as They Wanna Be (1991) и America’s Least Wanted (1992), а први је значајан по томе што је први платинумски EP. Група се распала 1997. године, али се поново саставила 2010. године.

## Историја

### Рана историја (1990—1991)
Витфијлд Крејн и Клаус Ајкстат, пријатељи из детињства, су се заинтересовали за музику док су одрастали у Пало Алту (Калифорнији). Ајкстат се 1990. године прикључио Крејновом бенду у Ајла Висти. После су њих двојица снимили демо, уз помоћ музичког продуцента Ерик Валентајна. Након неколико промена чланова, бенд (Крејн, Ајкстат, Марк Дејвис, Роџер Лар и Кордел Крокет) је потписао уговор са Mercury Records 1991. године.
Име Ugly Kid Joe је настало као пародија Pretty Boy Floyd-а, глем метал бенда из Лос Анђелеса. Требало је да га користе само на једну ноћ, док су свирали са њима као гости у Санта Барбари. Свирка је била отказана, али је бенд одлучио да задржи име.
Постали су популарни у току раних 90-их година, мешајући сатирични хумор и хеви метал. Њихов лого је постао карикатура ружног дечака који наопачке носи бејзбол капу и показује средњи прст. Под јаким утицајем Black Sabbath-а, обрадили су неколико њихових песама, као што су „N.I.B.” и „Sweet Leaf”. Имали су неколико турнеја по САД, чиме су на једној свирали са бендом Scatterbrain, а на некој каснијој били предгрупа певачу бенда Black Sabbath, Ози Озборну.
Бенд је избацио EP As Ugly As They Wanna Be у окторбру 1991. године, освојивши успех 1992. године синглом „Everything About You”, који је стигао до 3. места на UK Singles Chart-у и на Billboard Top 10. Касније у току године, песма је искоришћена у филму Wayne's World. As Ugly As They Wanna Be је продат у више од 1.000.000 примерака само у САД, чиме је постао најпродаванији EP свих времена.

### Комерцијални успех (1992—1996)
Бенд је провео 2 месеца у студију снимајући America’s Least Wanted. Током тог процеса, Роџер Лар је напустио бенд због музичких разлика и у априлу 1992. године га је заменио Дејв Формен, гитариста бенда Sugartooth. Роб Халфорд, певач бенда Judas Priest, је гостовао у песми „Goddamn Devil”. Убрзали су снимање албума да би добили место предгрупе у Ози Озборновој „No More Tears” турнеји. Отишли су на турнеју, али се Крејн неколико пута враћао у Лос Анђелес да би завршио измене на албуму. На омоту албума је требало да буде приказан ружни дечак који позира као Кип слободе, показује средњи прст и у другој руци држи порно магазин уместо свете декларације, али су многи сматрали да би тај графички садржај могао да увреди америчке конзервативце. Направили су алтернативни омот на коме је приказана њихова маскота везана ланцима и канапом и којој је везана марама преко уста, чиме су приказали да је то чистија верзија албума.
America’s Least Wanted се појавио на америчким топ листама на 27. месту, продан у преко 600,000 примерака на објављивању и сматран омиљеним међу фановима и критичарима. Један критичар је похвалио албум као рок плочу коју можеш да слушаш цео дан. Албум је достигао златни статус у Канади и Аустралији, сребрни статус у Уједињеном Краљевству и постао је платинумски у САД. Обрада Хари Чапинове „Cat’s in the Cradle” је касније објављена као добро прихваћени сингл који је продан у више од 500,000 копија у САД и стигао до 7. места на UK Singles Chart-у.
Бенд је био предгрупа Ози Озборну, а касније и бенду Def Leppard на европском делу турнеје који је био распродат у року од 6 недеља. Провели су 3 недеље свирајући на распродатим концертима у Аустралији и Јапану. Читаоци магазина Metal Edge и Raw су гласали за Ugly Kid Joe као најбољег новог извођача.
Они су предали награду за омиљени хеви метал бенд групи Metallica на American Music Awards-у 1993. године. Били су и номиновани за омиљеног новог хеви метал/хард рок извођача, али их је победио бенд Pearl Jam.
Након турнеје у прилогу њиховом албуму из 1992. године, America’s Least Wanted, бенд је морао да потражи новог бубњара, пошто их је Марк Дејвис напустио с циљем да настави свој живот даље од рефлектора. Придружио им се на кратко Боб Фернандез, који се само појављује у обради песме „N.I.B.” у Nativity in Black, албуму посвећеном бенду Black Sabbath. Такође је свирао са бендом у Бразилу на Hollywood Rock фестивалу 1994. године, заједно са бендовима као што су Aerosmith, Poison, и др. На Souls at Zero концерту у Колораду, Крејна је одмах импресионирао њихов бубњар Шенон Ларкин. Касније га је позвао да се прикључи бенду, и Ларкин је пристао. Бенд је онда написао неки нови материјал за песме са Ларкином и кренули су на кратку „Excuse To Go Snowboarding” турнеју, са бендовима Dog Eat Dog и Goldfinger као гостима. Ларкинов допринос је довео до храпавијег звука на другом албуму, Menace to Sobriety, који је објављен на лето 1995. године.
Бенд је кренуо на турнеју у прилог том албуму. Одрадили су сноуборд турнеју, турнеју по малим клубовима, а касније су и свирали као предгрупа за Bon Jovi и Van Halen. Избацили су „Everything About You” са сетлисте с намером да покажу фановима да су задовољни са недавним материјалом. На концерту на Вембли стадиону у Лондону им се придружио син Ози Озборна, Џек Озборн, пре него што су свирали „N.I.B” од Black Sabbath-а. Menace to Sobriety је добио доста похвала од стране штампе и фанова, и британски магазин Kerrang! га је рангирао као кандидат за албум године. Упркос успеху у иностранству и успешној европској турнеји, албум је добио мало подршке од Mercury Records-а и потом је доживео неуспех у САД.
Након што их је оставио Mercury Records, Ugly Kid Joe је формирао своју независну издавачку кућу, Evilution Records, за објављивање њиховог следећег албума. Уз подршку дистрибуције из Castle Communications-а, Motel California је објављен крајем 1996. године, и опет су кренули на турнеју по Европи, али за мању публику. Назвали су је „Late Check-out” турнејом, чиме су истакли њихов карактеристичан смисао за хумор. Motel California, албум који је певач Витфијлд Крејн описао као „тежак, фанки и има све у њему”, је првобитно добио слабије рецензије и слабо је продат, иако је добио мали култ у последње време.

### Распад и последице (1997—2009)
Ugly Kid Joe се распустио 1997. године. Бубњар Шенон Ларкин се прикључио бенду Godsmack 2002. године, док се певач Витфијлд Крејн придружио рок бенду Life of Agony из Њујорка, који је остао без певача 1997. године. Након брзог одласка из бенда Life of Agony, Крејн је почео да ради на новим пројектима. У сарадњи са неким члановима бенда Soulfly радио је на бенду названим Medication (1999—2003) и члановима бенда Godsmack на Another Animal (2006—2009).
У 2005. години, необјављени видео за „Bicycle Wheels” је избачен у јавност на Ugly Kid Joe форуму. У 2007. години је направљена Myspace страница за бенд, на којој су објављене њихове старе фотографије, промотивне илустрације, лајв снимци и необјављени спот за песму „Sandwich”. На једном снимку је приказан бенд како свира на Универзитету Калифорније у Санта Барбари, пре него што су потписали уговор са издавачком кућом. Убрзо су фанови почели да објављују снимке на YouTube, као што су снимци са концерата и са телевизије. У међувремену, бендова главна веб-страница је садржила ретке песме и песме са наступа, укључујући и демо „C.U.S.T.” и неколико њих са Motel California и Menace to Sobriety.

### Поновно окупљање (2010—данас)
Клаус Ајкстат је 2009. године исказао у децембарском броју немачког издања часописа Metal Hammer да су чланови Ugly Kid Joe-а планирали да се поново уједине у лето 2010. године, мада није прецизирао да ли је њихова намера да направе нови албум или да једноставно наступају заједно. Међутим, гласине о поновном окупљању су биле потврђене на њиховој MySpace страници 27. маја 2010. године. Такође је писало да им се постава није променила.
Од јула 2011. године, према бубњару Шенон Ларкину, нови албум је био завршен. То је открио у интервјуу за калифорнијску радио станицу 107.7 The Bone на Mayhem фестивалу, рекавши: „То је забаван бенд, смешно је, слушаш песме и насмеје те. То је само рок бенд за добар провод, знаш?”
Дана 9. септембра 2011. године, певач Витфијлд Крејн је објавио на бендовој Facebook страници да се појавио на 107.7 The Bone дан пре, да је пустио нову песму „Love Ain’t True” и да је нови EP од 6 песама завршен.
Нови EP, Stairway to Hell, је дигитално објављен 5. јуна 2012. године, док је физичка верзија избачена месец дана касније, 9. јула. У циљу промовисања снимака, Ugly Kid Joe је свирао на многим фестивалима тог лета, укључујући Sweden Rock у Шведској, Download у Енглеској, Gods of Metal у Италији и Belgrade Calling у Србији. Били су главна предгрупа бенду Guns N' Roses у Тел Авиву, 3. јула 2012. године, и на Алис Куперовој „Raise The Dead” турнеји у октобру 2012. године.
Бенд је кренуо на заједничку европску турнеју са бендом Skid Row у октобру 2013. године, започевши је у Саутхемптону.
У фебруару 2015. године, Ugly Kid Joe је успешно искористио веб-сајт pledgemusic.com за прикупљање новца да плате снимање њиховог новог албума, Uglier Than They Used Ta Be, који је објавњен 16. октобра 2015. године.

## Чланови бенда

### Тренутни чланови
- Витфијлд Крејн — главни вокал (1987—1997, 2010—данас)
- Клаус Ајкстат — гитаре, пратећи вокали (1987—1997, 2010—данас)
- Кордел Крокет — бас гитара, пратећи вокали (1991—1997, 2010—данас)
- Дејв Формен — гитаре, пратећи вокали (1992—1997, 2010—данас)
- Шенон Ларкин — бубњеви, перкусија (1994—1997, 2010—данас)

### Бивши чланови
- Марк Дејвис — бубњеви, перкусија (1990—1993)
- Фил Хилгетнер — бас гитара, пратећи вокали (1987—1991)
- Џонатан Спаулдин — бубњеви, текст (1987—1990)
- Ерик Филипс — гитара, музика (1987—1990)
- Роџер Лар — гитаре, пратећи вокали (1991—1992)
- Боб Фернандез — бубњеви, перкусија (1994)

### Студијски музичари
- Кери Хемлтон — клавир у As Ugly as They Wanna Be (1991 — „Everything About You”)
- Стивен Перкинс — перкусија у America’s Least Wanted (1992 — више песама)
- Дин Плезенц — ритам гитара у America’s Least Wanted (1992 — „Same Side”)
- Џенифер Бери — пратећи вокали у America’s Least Wanted (1992 — више песама), пратећи вокали у Menace To Sobriety (1995 — више песама), пратећи вокали у Motel California (1996 — „Would You Like To Be There”)
- Роб Халфорд — пратећи вокали у America’s Least Wanted (1992 — „Goddamn Devil”)
- Јулија Свини — додатни вокал у America’s Least Wanted (1992 — „Goddamn Devil”, „Everything About You”)
- Бред Дајвенс — пратећи вокали у Menace To Sobriety (1995 — више песама)
- Том Флечер — пратећи вокали у Menace To Sobriety (1995 — више песама)
- Леми Килмистер — пратећи вокали у Motel California (1996 — „Little Red Man”)
- Ангус Кук — виолончело у Motel California (1996 — „Undertow”)
- Тим Витер — флаута у Motel California (1996 — „12 Cents”)
- Анђело Мур — саксофон у Stairway to Hell (2012 — „Love Ain’t True!”)
- Волтер Адам Киби II — труба у Stairway to Hell (2012 — „Love Ain’t True!”)
- Сани Мејоу — гитара (2012 — летња европска турнеја)
- Јајел Бензејкен — бубњеви (2012 — летња европска турнеја)
- Зек Морис — бубњеви (уживо само од 2012. године)
- Фил Кембел — гитара у Uglier Than They Used Ta Be (2015 — „Under the bottom”, „My Old Man”, „Ace of Spades”)[10]
- Крис Каталист — гитара (уживо у Европи 2016. године)

## Дискографија

### Студијски албуми
| 1992.                           | America’s Least Wanted - Објављен: септембар 1992. - Издавачка кућа: Mercury Records                                                                     | 27  | 7  | 4  | 8 | 13 | 21 | 16 | 11  | - САД: 2× Платина; - АУС: 2× Платина - АУС: Злато - ШВА: Злато |
| 1995.                           | Menace to Sobriety - Објављен: јун 1995. - Издавачка кућа: Mercury Records                                                                               | 178 | 19 | 24 | — | —  | —  | 22 | 25  |                                                                |
| 1996.                           | Motel California - Објављен: 22. октобар 1996. - Издавачка кућа: Evilution/Castle Records                                                                | —   | —  | —  | — | —  | —  | —  | 128 |                                                                |
| 2015.                           | Uglier Than They Used ta Be - Објављен: 18. септембар 2015. (pledgemusic) 16. октобар 2015. (Северна Америка) - Издавачка кућа: Metalville / UKJ Records | —   | —  | —  | — | —  | —  | —  | 84  |                                                                |
| „—” није се појавио на листама. | |     |    |    |   |    |    |    |     |                                                                |

### Компилациони албуми
| Година | Album details                                                                                |
| ------ | -------------------------------------------------------------------------------------------- |
| 1998.  | The Very Best of Ugly Kid Joe - Објављено: 4. август 1998. - Издавачка кућа: Mercury Records |
| 2002.  | The Collection - Објављен: 14. маја 2002. - Издавачка кућа: Spectrum Music                   |

### Синглови
| 1992.                           | „Everything About You” | 4:04 | America’s Least Wanted | 9 | 6  | —  | 4  | 25 | 5 | — | 15 | 3  | - АУС: Платина              |
| 1992.                           | „Madman”               | 3:39 | America’s Least Wanted | — | —  | —  | —  | —  | — | — | —  | —  |                             |
| 1992.                           | „Neighbor”             | 4:11 | America’s Least Wanted | — | 29 | —  | 28 | —  | — | — | —  | 28 |                             |
| 1992.                           | „So Damn Cool”         | 4:23 | America’s Least Wanted | — | —  | —  | —  | —  | — | — | —  | 44 |                             |
| 1993.                           | „Cat’s in the Cradle”  | 4:03 | America’s Least Wanted | 6 | 3  | 11 | 1  | 28 | 2 | 4 | 4  | 7  | - САД: Злато - АУС: Платина |
| 1993.                           | „Busy Bee”             | 4:07 | America’s Least Wanted | — | 22 | —  | 39 | —  | — | — | —  | 39 |                             |
| 1994.                           | „Goddamn Devil”        | 4:48 | America’s Least Wanted | — | —  | —  | —  | —  | — | — | —  | —  |                             |
| 1994.                           | „N.I.B.”               | 5:26 | Nativity in Black      | — | —  | —  | —  | —  | — | — | —  | —  |                             |
| 1995.                           | „Tomorrow’s World”     | 4:16 | Menace to Sobriety     | — | —  | —  | —  | —  | — | — | —  | —  |                             |
| 1995.                           | „Milkman’s Son”        | 3:51 | Menace to Sobriety     | — | —  | —  | 40 | —  | — | — | —  | 39 |                             |
| 1995.                           | „Cloudy Skies”         | 4:24 | Menace to Sobriety     | — | —  | —  | —  | —  | — | — | —  | —  |                             |
| 1996.                           | „It’s a Lie”           | 3:00 | Motel California       | — | —  | —  | —  | —  | — | — | —  | —  |                             |
| 1996.                           | „Sandwich”             | 2:46 | Motel California       | — | —  | —  | —  | —  | — | — | —  | —  |                             |
| 2012.                           | „Devil’s Paradise”     | 3:35 | Stairway to Hell (EP)  | — | —  | —  | —  | —  | — | — | —  | —  |                             |
| „—” није се појавио на листама. |                        |      |                        |   |    |    |    |    |   |   |    |    |                             |

### Спотови
| Година | Песма                  | Трајање | Албум                       |
| ------ | ---------------------- | ------- | --------------------------- |
| 1992.  | „Everything About You” | 4:13    | As Ugly As They Wanna Be    |
| 1992.  | „Madman”               | 3:45    | As Ugly As They Wanna Be    |
| 1992.  | „Neighbor”             | 4:11    | America’s Least Wanted      |
| 1992.  | „So Damn Cool”         | 4:31    | America’s Least Wanted      |
| 1993.  | „Cat’s in the Cradle”  | 4:15    | America’s Least Wanted      |
| 1993.  | „Busy Bee”             | 4:17    | America’s Least Wanted      |
| 1995.  | „Tomorrow’s World”     | 4:19    | Menace to Sobriety          |
| 1995.  | „Milkman’s Son”        | 3:52    | Menace to Sobriety          |
| 1995.  | „Cloudy Skies”         | 4:32    | Menace to Sobriety          |
| 1996.  | „Sandwich”             | 2:48    | Motel California            |
| 1996.  | „Bicycle wheels”       | 2:10    | Motel California            |
| 2012.  | „Devil’s Paradise”     | 3:41    | Stairway to Hell            |
| 2012.  | „I’m Alright”          | 3:21    | Stairway to Hell            |
| 2016.  | „Under the Bottom”     | 5:49    | Uglier Than They Used Ta Be |